# Big Ali
Big Ali (anteriormente Breakingz) é um cantor, compositor, DJ e rapper estadunidense nascido em Queens, na cidade de Nova Iorque em 1978.

## Carreira
Big Ali lançou seu primeiro álbum "Louder" em maio de 2009. O álbum contou com um grande número de produtores e artistas franceses e internacionais.
Big Ali também trabalhou em locais de clube nos Estados Unidos, Ásia, América Latina e Europa e é muito famoso na França.

## Discografia

### Álbuns de estúdio
| Título        | Detalhe do álbum                                                                           |
| ------------- | ------------------------------------------------------------------------------------------ |
| Louder        | - Lançamento: 1 de maio de 2009 - Gravadora: Up - Formatos: CD, digital download           |
| Urban Electro | - Lançamento: 21 de janeiro de 2013 - Gravadora: Columbia - Formatos: CD, digital download |

## Singles

### Como artista principal
| Título                                                                                        | Ano  | Posições em paradas músicais | Posições em paradas músicais | Posições em paradas músicais | Posições em paradas músicais | Posições em paradas músicais | Álbum         |
| Título                                                                                        | Ano  | AUT                          | BEL                          | FRA                          | ALE                          | SUE                          | Álbum         |
| --------------------------------------------------------------------------------------------- | ---- | ---------------------------- | ---------------------------- | ---------------------------- | ---------------------------- | ---------------------------- | ------------- |
| "Hit the Floor" (featuring Dollarman)                                                         | 2009 | 46                           | 34                           | —                            | 19                           | 24                           | Louder        |
| "Neon Music"                                                                                  | 2009 | —                            | —                            | —                            | —                            | —                            | Louder        |
| "Universal Party" (featuring Gramps Morgan)                                                   | 2009 | —                            | —                            | —                            | —                            | —                            | Louder        |
| "Distress ("Sending Out an SOS")" (featuring Shana P.)                                        | 2011 | —                            | —                            | 47                           | —                            | —                            | Urban Electro |
| "Bring Me Coconut" (featuring Lucenzo and Gramps Morgan)                                      | 2011 | —                            | —                            | —                            | —                            | —                            | Urban Electro |
| "WatiBigali" (featuring Wati B)                                                               | 2012 | —                            | 32                           | 9                            | —                            | —                            | Urban Electro |
| "Cœur de guerrier" (featuring Corneille, Youssoupha and Acid)                                 | 2013 | —                            | —                            | —                            | —                            | —                            | Urban Electro |
| "—" indica que a gravação não foi incluída nas paradas ou não foi distribuída naquela região. |      |                              |                              |                              |                              |                              |               |

### Como artista convidado
| Título | Ano  | Posições em paradas músicais | Posições em paradas músicais | Posições em paradas músicais | Posições em paradas músicais | Posições em paradas músicais | Posições em paradas músicais | Posições em paradas músicais | Posições em paradas músicais | Posições em paradas músicais | Certificações            | Álbum               |
| Título | Ano  | AUS                          | AUT                          | BEL                          | FRA                          | ALE                          | NLD                          | SUE                          | SUI                          | UK                           | Certificações            | Álbum               |
| --- | ---- | ---------------------------- | ---------------------------- | ---------------------------- | ---------------------------- | ---------------------------- | ---------------------------- | ---------------------------- | ---------------------------- | ---------------------------- | ------------------------ | ------------------- |
| "Rock This Party (Everybody Dance Now)" (Bob Sinclar and Cutee B featuring Dollarman, Big Ali and Makedah) | 2006 | 6                            | 12                           | 1                            | 3                            | 18                           | 12                           | 14                           | 4                            | 3                            | - BEA: Ouro - BPI: Prata | Western Dream       |
| "Vem Dançar Kuduro" (Lucenzo featuring Big Ali)                                                            | 2010 | —                            | —                            | —                            | 2                            | —                            | —                            | 1                            | 31                           | —                            |                          | Emigrante del Mundo |
| "Lovumba" (Daddy Yankee featuring Big Ali)                                                                 | 2012 | —                            | —                            | —                            | 135                          | —                            | —                            | —                            | —                            | —                            |                          | Prestige            |
| "—" indica que a gravação não foi incluída nas paradas ou não foi distribuída naquela região.              |      |                              |                              |                              |                              |                              |                              |                              |                              |                              |                          |                     |